# 板橋美波
板橋 美波（いたはし みなみ、2000年1月28日 - ）は、日本の飛込競技選手。兵庫県宝塚市出身。身長151cm、体重49kg。甲子園学院高等学校卒業。甲子園大学卒業。

## 経歴
柔道選手だった両親の間に生まれ、小学1年生から競泳を始める。小学3年生のときに飛び込みに転向。寺内健のコーチを務めた馬淵崇英の指導を受けるようになり2014年の日本選手権で14歳の最年少で優勝する。
2014年仁川アジア大会では、3ｍ板飛び込みで7位、高飛び込みで5位に入った。
2015年カザン世界選手権では予選で前宙返り4回半抱え型（109C）を成功させ6位通過をしたが、準決勝では失敗し16位で敗退した。
2016年2月のFINA飛込ワールドカップでは10m高飛び込みで9位になり、リオデジャネイロオリンピックの出場枠を獲得し初めての五輪代表に決まった。オリンピックでは10m高飛び込みに出場し、決勝進出。8位でアトランタオリンピックでの元渕幸以来となる入賞を果たした。
2017年ブダペスト世界選手権では10m高飛び込みで109Cを成功させ7位に入賞した。しかしその後相次ぐ故障に悩まされるようになり、2018年4月に右目の網膜剥離で手術、2019年3月に左足の手術を受けている。
2020年東京オリンピック飛込競技女子シンクロ高飛び込みには荒井祭里とともに出場し6位となった。
2022年栃木国体で、自身が2015年に記録した日本女子歴代最高得点の404.20点に迫る398.60点を記録し優勝。